# Sömörös pettyeskosbor
A sömörös pettyeskosbor (Neotinea ustulata) a kosborfélék családjába tartozó, Eurázsiában honos, réteken élő, Magyarországon védett növényfaj a Neotinea nemzetségben. Eleinte a kosbor (Orchis) nemzetségbe sorolták Orchis ustulata tudományos néven, akkor kapta a sömörös kosbor magyar nevet.

## Megjelenése
A sömörös pettyeskosbor 15-30 cm magas, lágyszárú, évelő növény. Ikergumói a talajban találhatók. Tőlevélrózsáját 2-4 (esetenként 5) levél alkotja, amelyek kékeszöldek, tojásdad-lándzsás formájúak, hosszuk 5-8 cm, szélességük 1,1-2,2 cm szélesek (szélességük valamivel a közepük fölött a legnagyobb). Szárán további 1-3 kis szárlevél található. A virágzat murvalevelei barnásvörösek, 3,5-4,5 mm hosszúak és 1,5-2 mm szélesek.       
Virágzata 2-10 cm-es, eleinte kúpos majd a felső virágok kinyílásával hengeres, tömött fürt, amelyet 15-35 (90) erős illatú, apró virág alkot. A külső és belső lepellevelek (szirmok) összehajolva sisakot formáznak, mely kívülről eleinte feketés-bíborpiros, majd a virágzás előrehaladtával egyre halványabb lesz. A külső lepellevelek hossza 4-5 mm, szélessége 2,3-2,6 mm; a belsőké 2,5-3,2 mm, illetve 0,2-1,2 mm. A fehér alapszínű mézajak hossza 5-6,5 mm, szélessége 4,5-5,5 mm; erősen háromkaréjú és a hosszabb középső lebeny végén két szétálló cimpa látható. A mézajkat 5-12 rózsaszín vagy bíborvörös folt díszíti. A sarkantyú lefelé irányul, hossza 1,6-2,2 mm.
Termése 6-9,5 mm hosszú, 2,5-3,5 mm vastag toktermés, benne átlagosan 2800 (920-7200) apró maggal.

## Alfajai
Két alfaja ismert:
- N. ustulata subsp. ustulata (L.) R.M.Bateman, Pridgeon & M.W.Chase tavasszal (május eleje-június eleje) virágzik
- N. ustulata subsp. aestivalis (Kümpel) Kolník, Vlčko & Dítě nyáron (június közepe-július vége) virágzik

## Elterjedése
Eurázsiai faj, elterjedésének nyugati határát a Brit-szigetek alkotják, míg az északit Dánia, Dél-Svédország, a Baltikum; a délit Spanyolország, Olaszország és a Peloponnészosz-félsziget; keleten Szibériáig hatol. Európában 2500, a Kaukázusban 2700 méteres magasságig megtalálható. Magyarországon a tavaszi virágzású alfaj egyaránt megtalálható a síkvidéken (állományainak 33%-a), a dombvidékeken (29%) és az alacsonyabb hegységekben (33%). Elsősorban a Dunántúlon (Őrség, Balaton-felvidék, Bakony, Sopron és Kőszeg vidéke, Pilis) valamint a Gödöllői-dombságon és a Duna-Tisza közén fordul elő. A nyári virágzású változat a magasabb hegyvidékek növénye (74%) és leginkább a Bükkben és az Aggteleki-karszton él.

## Életmódja
Pusztafüves lejtőkön, dolomit-sziklagyepekben, homoki réteken, pusztai réteken, irtásréteken, lápréteken, gesztenyésekben fordul elő. A talaj kémhatását illetően nem különösebben válogatós, élőhelyein a talaj pH-ját 5,5-8,0 közöttinek mérték (bár a semleges zónában ritkább). Kedveli a mozaikos fás-gyepes élőhelyeket, ahol a két vegetáció határán érzi jól magát.   
A természetben végzett magvetés után 3 év elteltével figyeltek meg virágzó egyedeket. Virágzás után egy-két évig lappanghat vagy vegetatív hajtást fejleszthet. Az 5-6 évig tartó megfigyelések során a leggyakoribb az egyszeri vagy kétszeri virágzás volt. A többi kosborhoz hasonlóan gombákkal (pl. Ceratobasidium nemzetség) él szimbiózisban.    
Tőlevélrózsájának levelei ősszel (szeptember-november) bújnak ki, kedvező időjárás esetén decemberre a teljes rozetta kifejlődik és így telel át. A tavaszi virágzású alfaj május elejétől június elejéig virágzik, középnapja május 21. A virágzás idejére levelei már sárgulni kezdenek (a vegetatív egyedek levelei ekkorra már elszáradnak), legtovább a szára fotoszintetizál. Nektárt nem termel. Beporzását a Tachina magnicornis fürkészlégy végzi. A megtermékenyülés hatékonysága földrajzi térségtől függően 1-65%-os. A termések júliusra érnek be. Vegetatívan is szaporodik, a sarjnövények 2-5 tőből álló csoportokat alkotnak. A tarka pettyeskosborral alkotott hibridjét Magyarországon is megfigyelték.  
A nyári virágzású alfaj június elejétől július végéig bontja ki szirmait, középnapja július 5. Virágai enyhén citromillatúak, és poszméhek, esetleg virágcincérek porozzák be őket. A megporzás hatékonysága 34%-os. Magvai augusztus végére-szeptemberre érnek be. 

## Természetvédelmi helyzete
A sömörös pettyeskosbor nagy területen elterjedt, helyenként gyakori faj, bár egyes országokban (Nagy-Britannia, Észtország, Csehország) száma rohamosan csökken. A Természetvédelmi Világszövetség Vörös listáján "nem fenyegetett" státusszal szerepel. Főleg élőhelyeinek elvesztése, a mozaikos vegetáció eltűnése, a beerdősítés, esetenként a vadkár jelent számára veszélyt. Magyarországon a tavaszi változatnak eddig összesen 159, 1990 óta 119 állományát mérték fel, visszaszorulása 25%-os. Teljes egyedszámát néhány tízezres nagyságrendűre becslik. A nyári alfajból összesen 45 populációt tartanak nyilván, 1990 óta 34-et; 24%-ban szorult vissza és mára néhány ezer példánya maradt meg. Mindkét alfaj 1982 óta védett, természetvédelmi értékük 10 000 Ft.

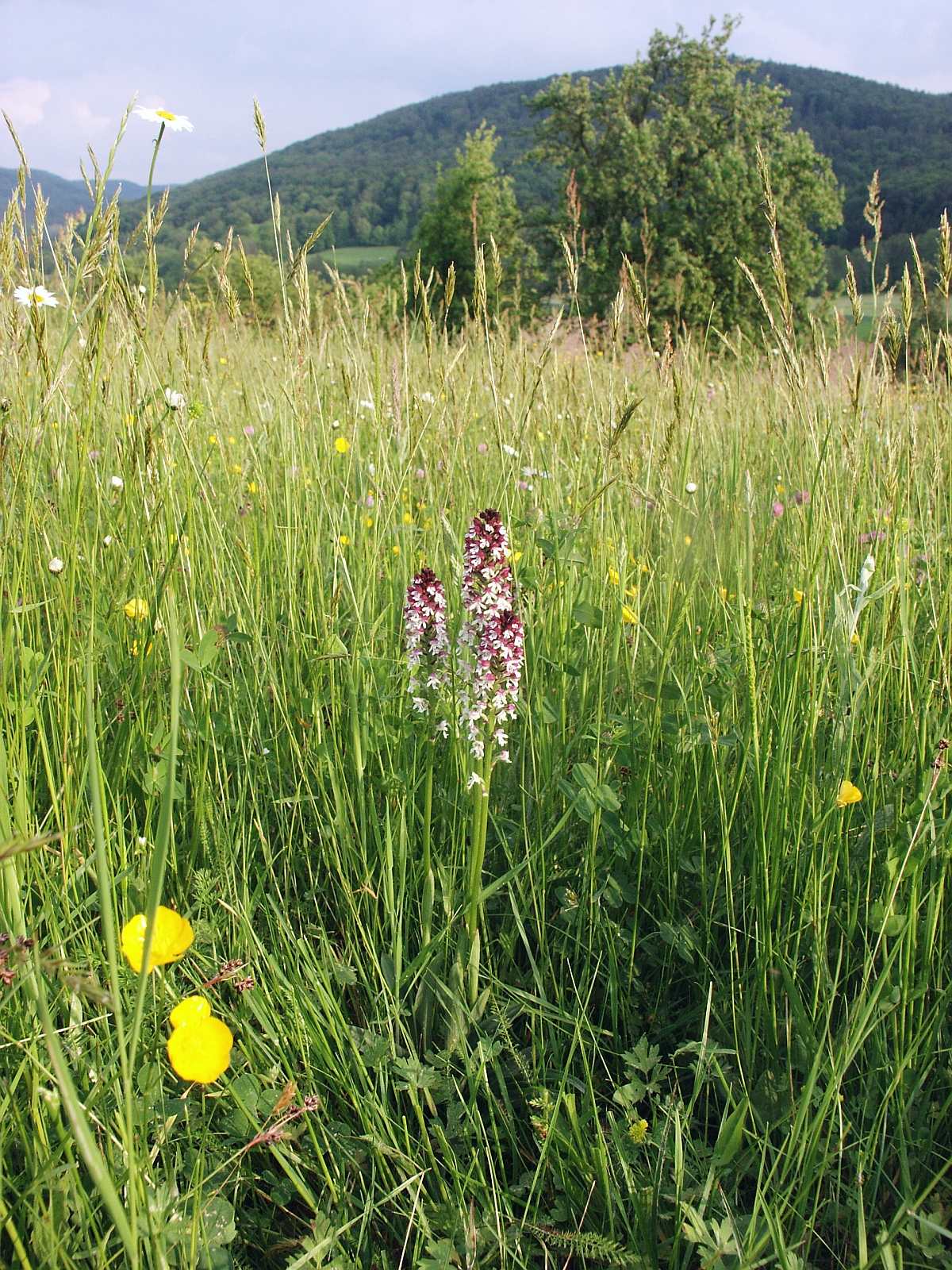
Élőhelyén
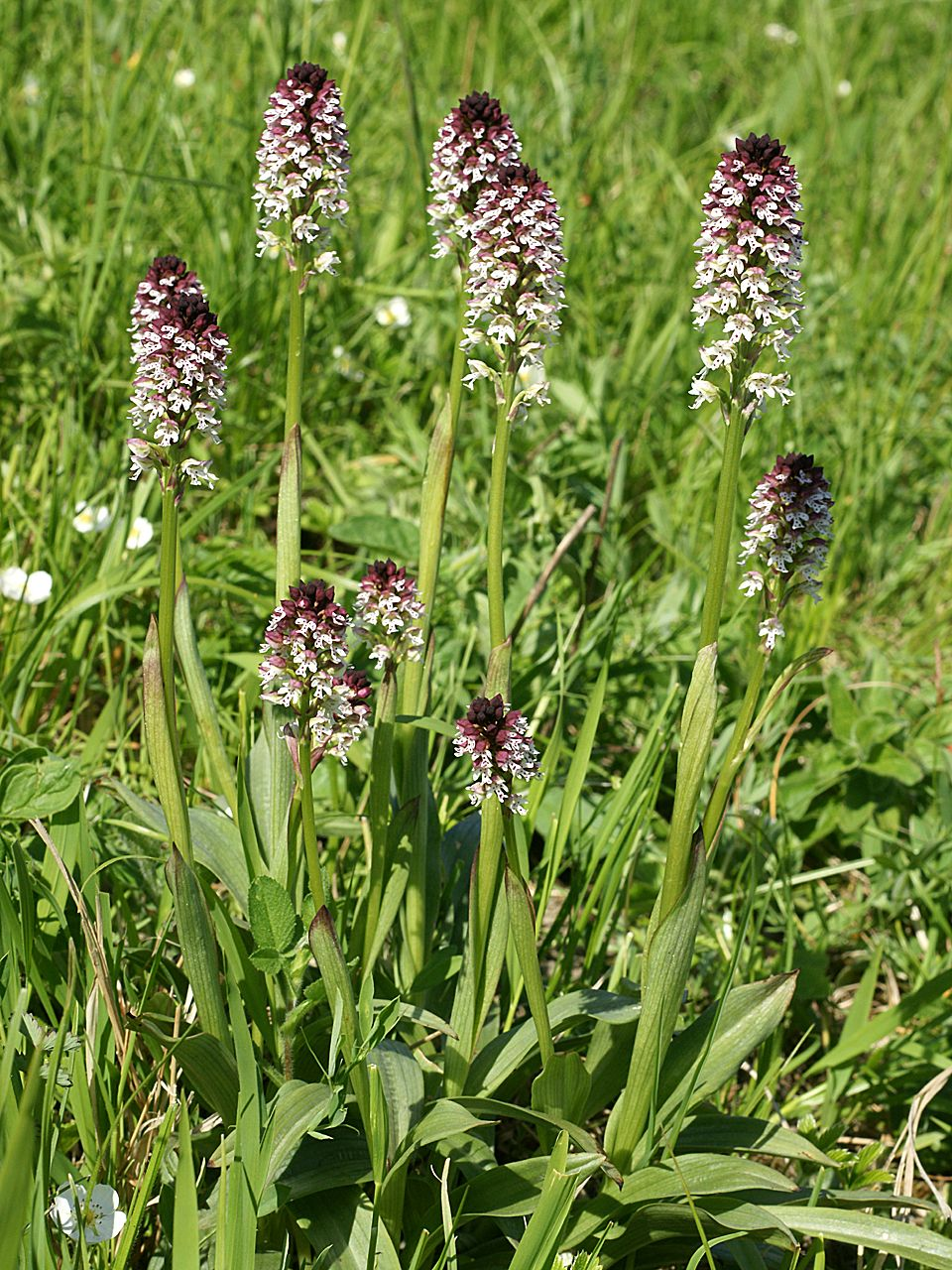
Habitusa
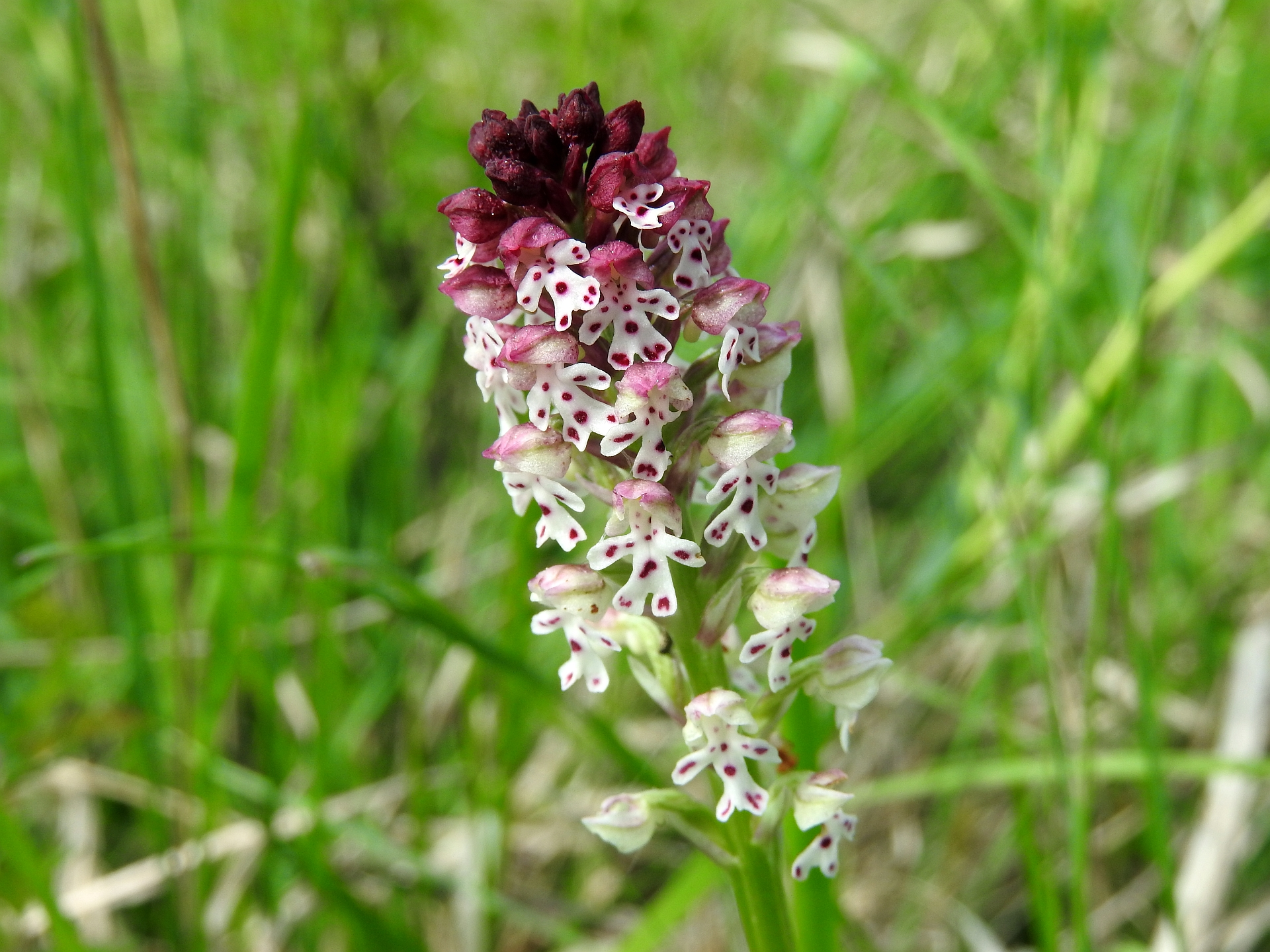
Virágzata
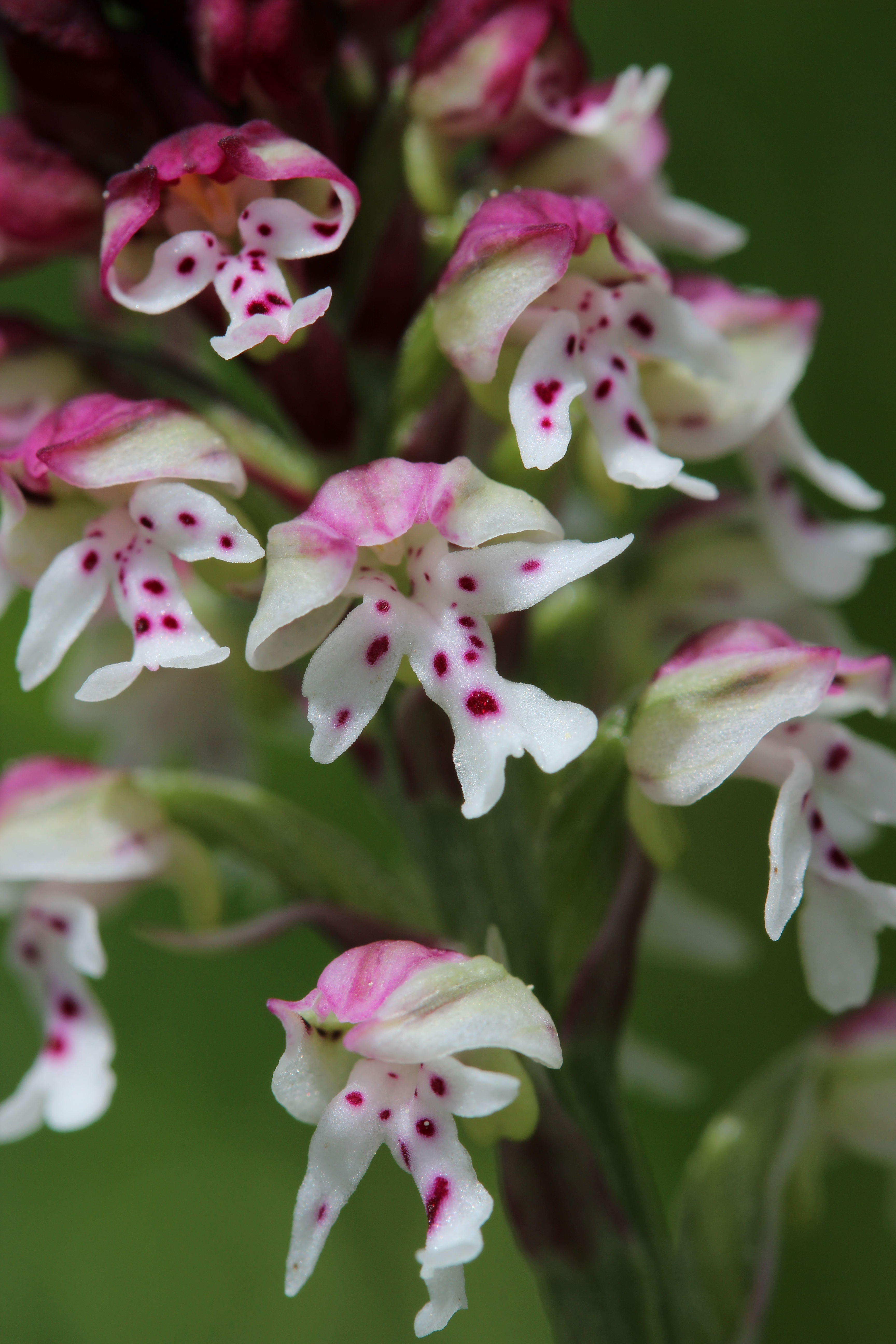
Virága
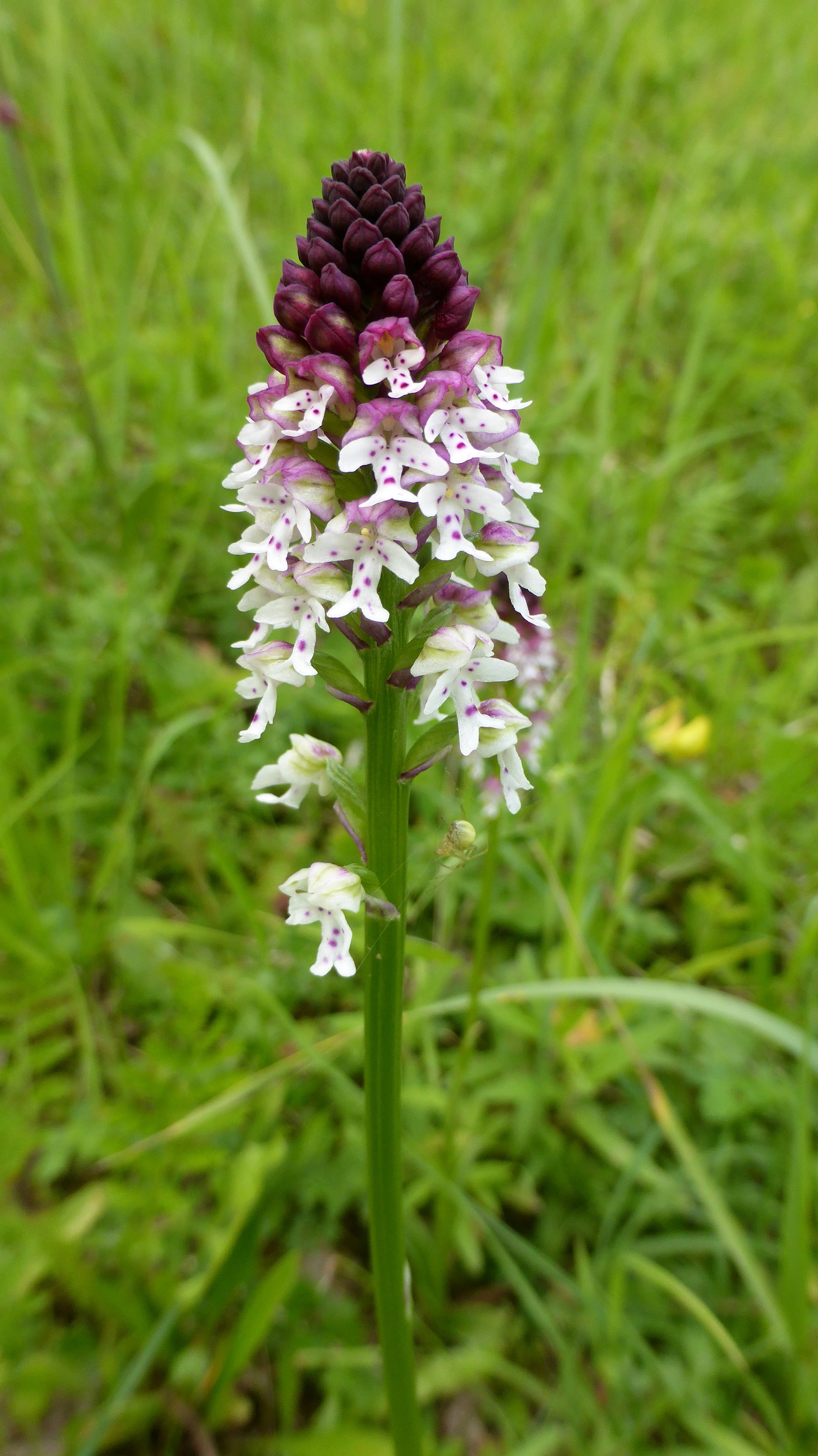
Nyári virágzású változata
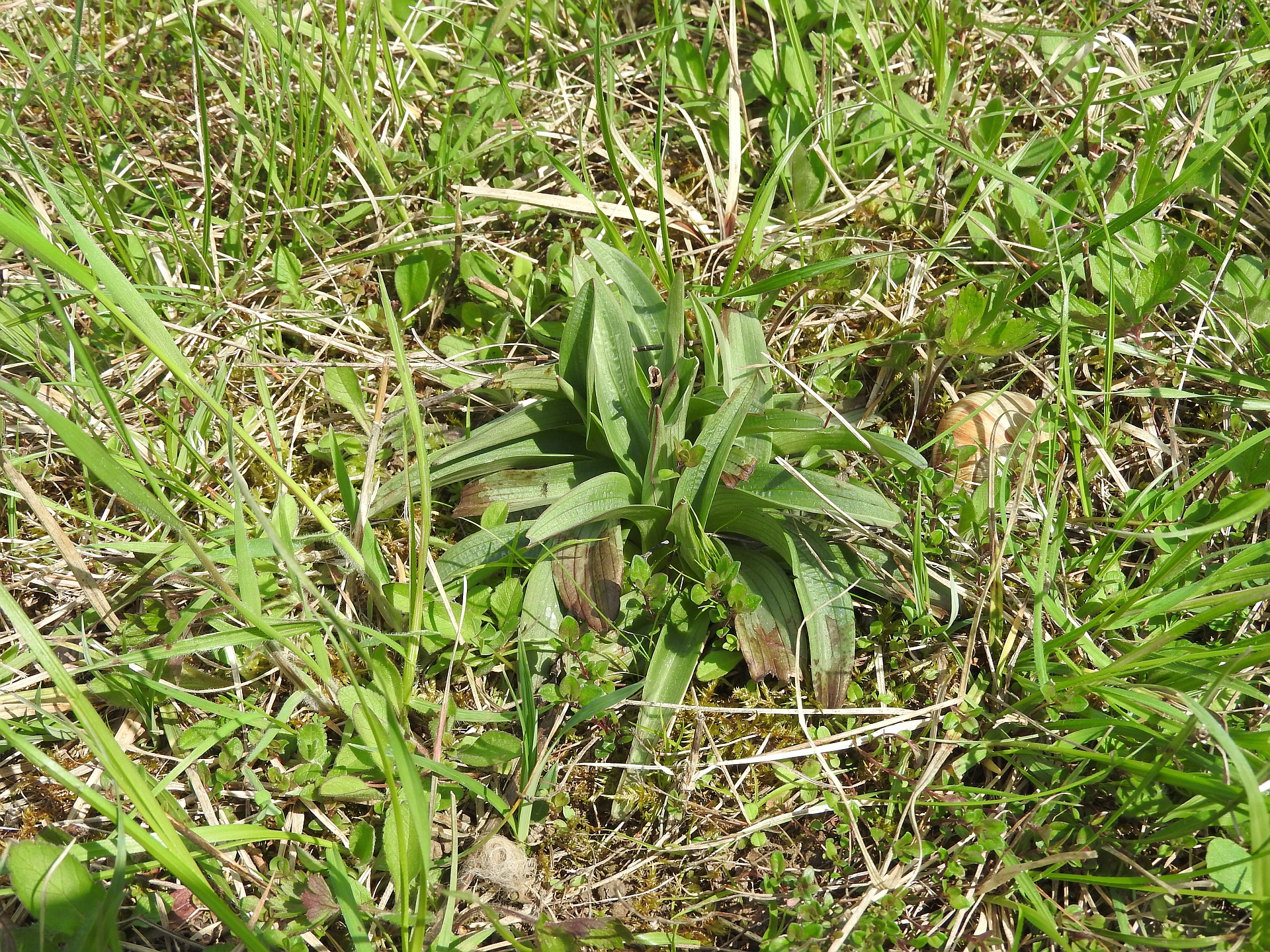
Levelei
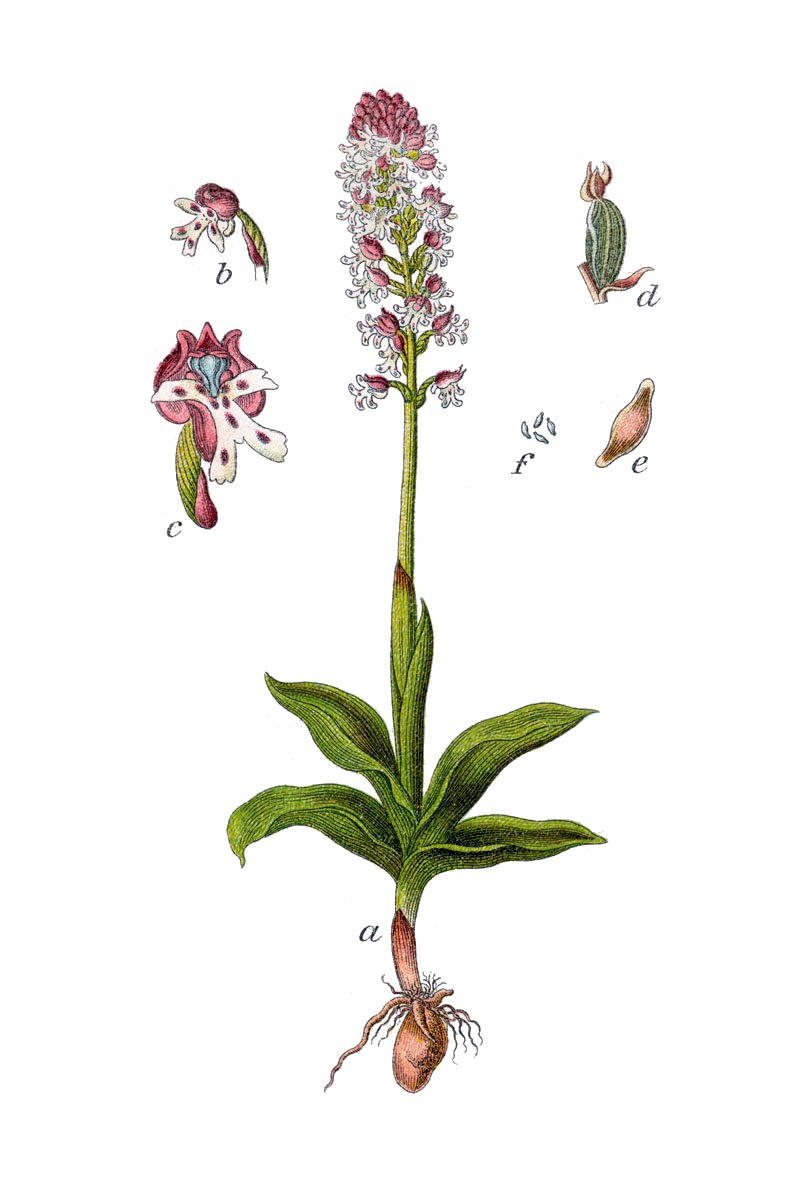
Ábrázolása egy német botanikakönyvben (1796)